# William Grosvenor
William Grosvenor (n. 18 iulie 1869, Londra, Regatul Unit al Marii Britanii și Irlandei – d. 5 iunie 1948) a fost un trăgător de tir ce a reprezentat Regatul Unit al Marii Britanii și al Irlandei de Nord, medaliat olimpic. A participat la 2 ediții ale Jocurilor Olimpice (1912, 1924) în care a câștigat o medalie de argint.